# Westgate Las Vegas
Westgate Las Vegas Resort & Casino, tidigare International Hotel, Las Vegas Hilton och LVH – Las Vegas Hotel and Casino, är ett hotell och kasino i Winchester, Nevada i USA.